# Orthonevra chilensis
Orthonevra chilensis är en tvåvingeart som beskrevs av Thompson 1999. Orthonevra chilensis ingår i släktet glansblomflugor, och familjen blomflugor. Inga underarter finns listade i Catalogue of Life.